# Eumorpha triangulum
Espèce
Eumorpha triangulum est une espèce d'insectes lépidoptères de la famille des Sphingidae, sous-famille des Macroglossinae, de la tribu des Philampelini et du genre Eumorpha.

## Description
L'envergure varie de 99 à 119 mm pour les mâles et de 103 à 130 mm pour les femelles. L'aspect est similaire à Eumorpha anchemolus, mais le motif de la face dorsale est plus contrasté et panaché. Il y a une tache discale bien visible sur la zone basale verdâtre chamoisée au dessus des ailes postérieures.

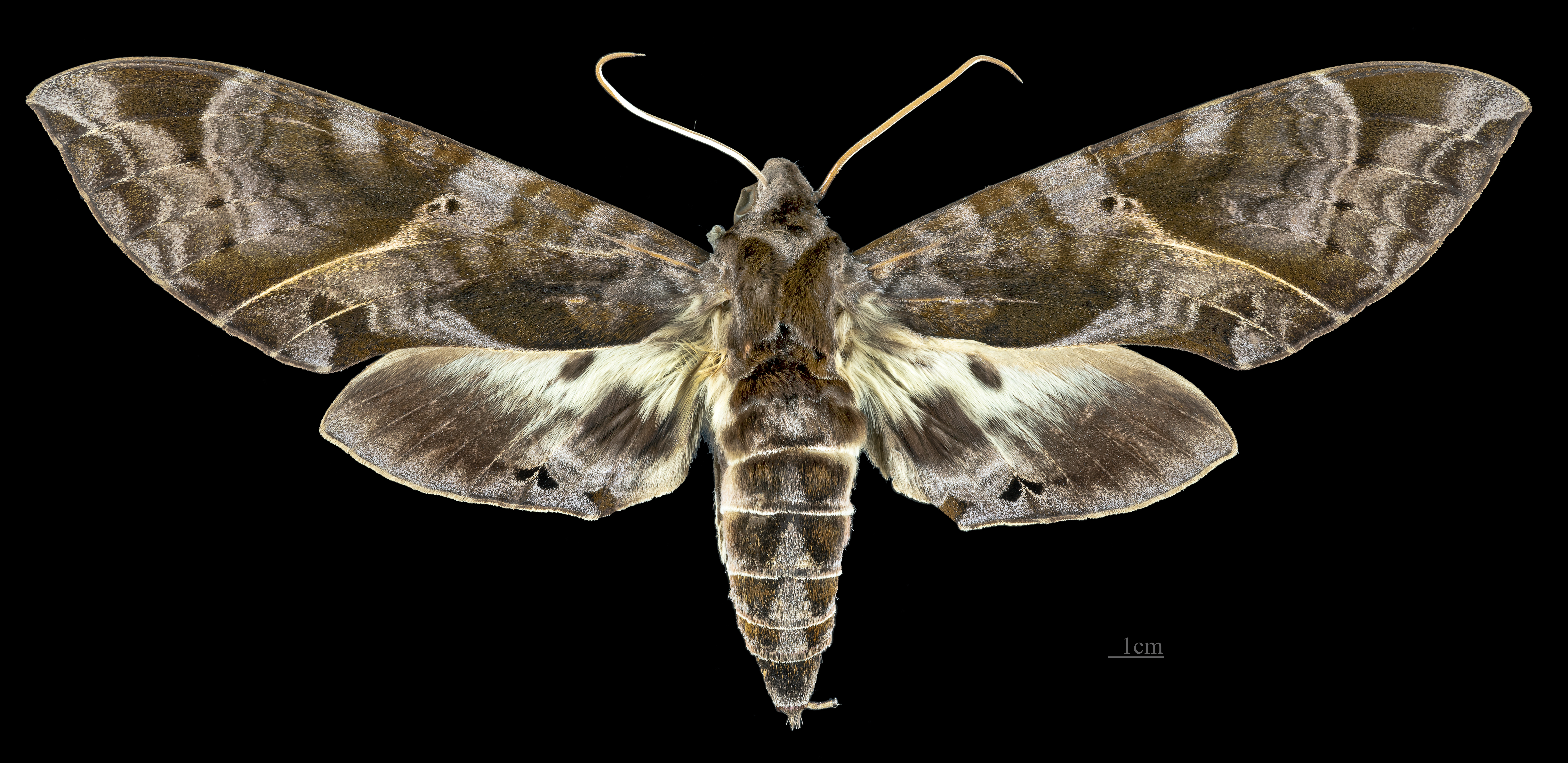
Avers de la femelle (coll.MHNT)
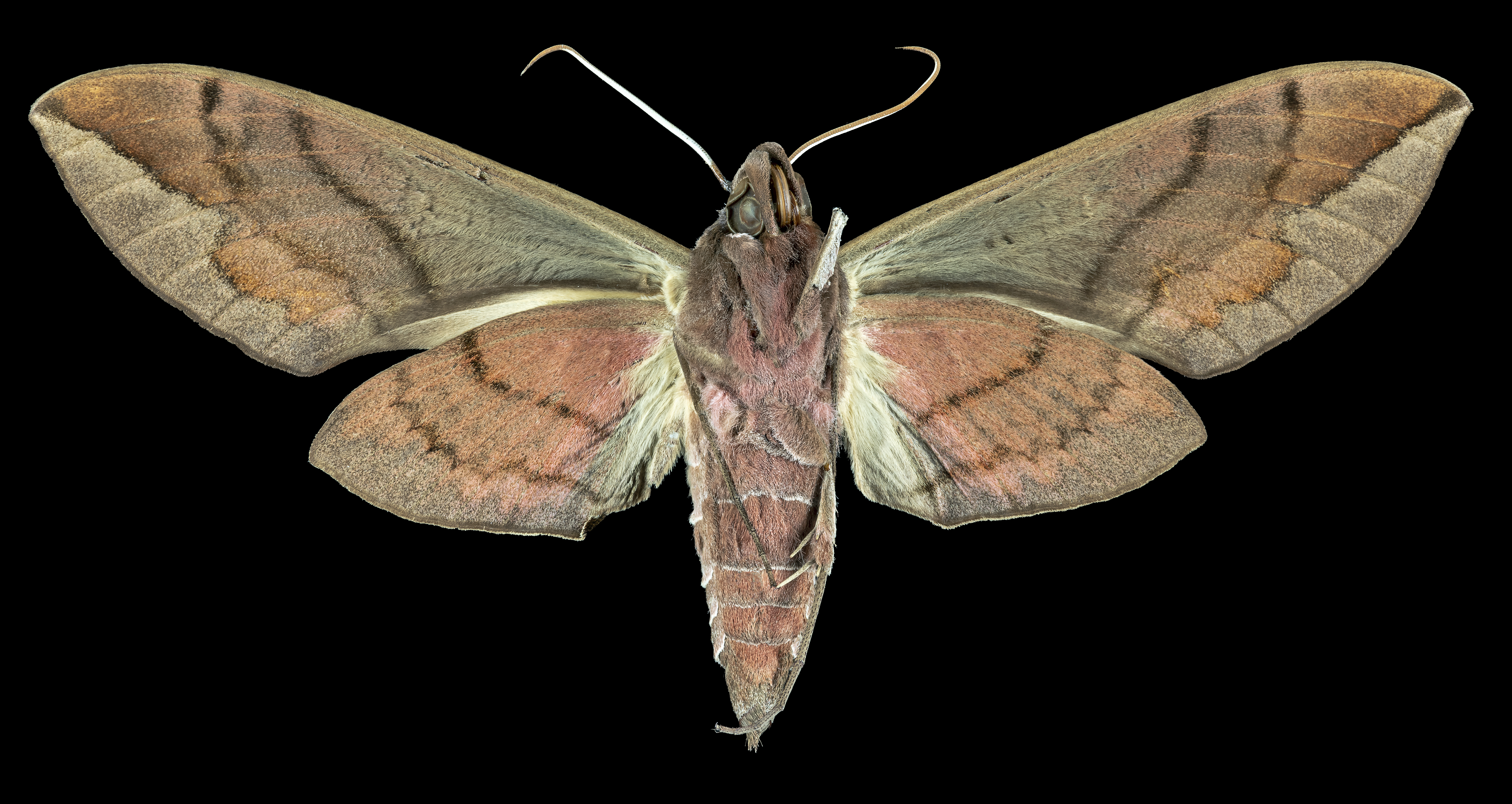
Revers de la femelle (coll.MHNT)

## Distribution
L'espèce se rencontre au Mexique, au Guatemala, au Honduras, au Nicaragua, au Costa Rica, au Panama, au Venezuela, au Belize, au Brésil, en Bolivie et au Paraguay, mais il est probablement présent dans presque toute l'Amérique du Sud.

## Biologie
- Les chenilles se développent sur des plantes grimpantes du genre Vitis
- Les chrysalides sont souterraines.

## Systématique
- L'espèce Eumorpha  triangulum a été décrite par les entomologistes britanniques Lionel Walter Rothschild et Heinrich Ernst Karl Jordan, en 1903, sous le nom initial de Pholus triangulum[1].
- La localité type est : Huatuxo, état de Veracruz, Mexique.

### Synonymie
- Pholus triangulum Rothschild & Jordan, 1903 Protonyme

## Biologie
- Les adultes volent toute l'année.

- Les chenilles se nourrissent de Saurauia montana et Cissus rhombifolia , ainsi que d’actinidiacées.